# Alain Traoré
Sibri Alain Traoré (* 31. Dezember 1988 in Bobo-Dioulasso) ist ein Fußballspieler aus dem westafrikanischen Staat Burkina Faso.

## Karriere

### Verein
Er begann seine Karriere bei der Jugendakademie Planète Champion Ouagadougou in der burkinischen Hauptstadt und wechselte von dort nach Frankreich zu AJ Auxerre. Dort kam er zunächst in der Zweiten Mannschaft zum Einsatz. Nach drei Jahren in der Ersten Mannschaft wurde er Anfang 2009 für sechs Monate an Stade Brest in die Zweite Liga ausgeliehen. Dann folgte der Wechsel zum FC Lorient. Am 31. Januar 2015 wechselte Traoré auf Leihbasis zum AS Monaco.
Im Sommer 2016 verpflichtete ihn der türkische Erstligist Kayserispor. Nach einer Saison zog er zum Al-Markhiya SC weiter. Seit 2018 spielt er für Renaissance Sportive de Berkane in Marokko.

### Nationalmannschaft
Traoré spielt seit 2006 für die burkinische Fußballnationalmannschaft. In der erfolgreichen Qualifikation für die Afrikameisterschaft 2012 erzielte Traoré vier Tore und war damit treffsicherster Torjäger seines Landes.